# 344
344 (CCCXLIV, na numeração romana)  foi um ano bissexto do século IV do Calendário Juliano, da Era de Cristo, e as suas letras dominicais foram A e G (52 semanas), teve início a um domingo e terminou a uma segunda-feira.
| Ano completo                       |
| ---------------------------------- |
| Ano bissexto com início ao domingo |